# Central binomialkoefficient
```
1

1   1
1   
2
   1
1   3   3   1
1   4   
6
   4   1
1   5  10  10   5   1
1   6  15  
20
  15   6   1
```

En central binomialkoefficient är inom matematiken ett tal på formen
{\displaystyle A_{n}={2n \choose n}={\frac {1\cdot 2\cdot 3\cdots (2n-1)\cdot (2n)}{(1\cdot 2\cdots n)\cdot (1\cdot 2\cdots n)}}}
där n är ett heltal och {\displaystyle {\begin{matrix}{m \choose k}\end{matrix}}} betecknar en binomialkoefficient. Exempelvis är
{\displaystyle A_{3}={\frac {1\cdot 2\cdot 3\cdot 4\cdot 5\cdot 6}{1\cdot 2\cdot 3\cdot 1\cdot 2\cdot 3}}=20.}
Heltalsföljden av centrala binomialkoefficienter för n = 0, 1, 2, ... börjar 1, 2, 6, 20, 70, 252, 924, 3432, 12870, 48620, ... (talföljd A000984 i OEIS). De centrala binomialkoefficienterna utgör den centrala kolumnen i Pascals triangel.

## Alternativa representationer
En central binomialkoefficient kan skrivas med fakulteter som 
{\displaystyle A_{n}={\frac {(2n)!}{(n!)^{2}}}}
och med en semifakultet som
{\displaystyle A_{n}={\frac {2^{n}(2n-1)!!}{n!}}.}
De centrala binomialkoefficienterna är intimt förbundna med catalantalen Cn som ges av
{\displaystyle C_{n}={\frac {1}{n+1}}A_{n}.}

## Storleksuppskattning
Enligt Stirlings formel gäller
{\displaystyle {\frac {1}{2}}{\frac {4^{n}}{\sqrt {\pi n}}}<A_{n}<{\sqrt {2}}{\frac {4^{n}}{\sqrt {\pi n}}}.}
En noggrannare olikhet är
{\displaystyle {2n \choose n}={\frac {4^{n}}{\sqrt {\pi n}}}\left(1-{\frac {c_{n}}{n}}\right){\text{ där }}{\frac {1}{9}}<c_{n}<{\frac {1}{8}}} för alla {\displaystyle n\geq 1.}
Ett gränsvärde är
{\displaystyle \lim _{n\rightarrow \infty }\left({2n \choose n}\left({\frac {4^{n}}{\sqrt {\pi n}}}\right)^{-1}\right)=1}.

## Samband mellan binomialkoefficienter
Ett stort antal samband mellan centrala binomialkoefficienter samt mellan centrala binomialkoefficienter och andra binomialkoefficienter kan härledas. Några exempel är:
{\displaystyle A_{n}={\frac {4n-2}{n}}A_{n-1}}
{\displaystyle A_{n}=\sum _{k=0}^{n}{n \choose k}^{2}}
{\displaystyle \sum _{r=0}^{n}A_{r}=\sum _{i+j+k=n}{i+j \choose i}{j+k \choose j}{k+i \choose k}}
Listan (Hubbard & Roby) innehåller fler formler av samma typ.

## Talteoretiska egenskaper
Paul Erdős och Ronald Graham formulerade 1980 en förmodan att den centrala binomialkoefficienten {\displaystyle A_{n}} aldrig är kvadratfri för n > 4. Ett fullständigt bevis gavs 1996 av A. Granville och O. Ramare.
Wolstenholmes sats kan användas för att visa att
{\displaystyle A_{p}\equiv 2\mod p^{3}}
för alla primtal p > 3.

## Genererande funktion
De centrala binomialkoefficienterna har den genererande funktionen
{\displaystyle {\frac {1}{\sqrt {1-4x}}}=1+2x+6x^{2}+20x^{3}+70x^{4}+252x^{5}+\cdots .}

## Generalisering till komplexa tal
Gammafunktionen kan användas för att utvidga definitionen till komplexa tal z enligt
{\displaystyle A_{z}={\frac {\Gamma (2z+1)}{\Gamma (z+1)^{2}}}}.
De centrala binomialkoefficienterna ges även av integralen
{\displaystyle A_{z}={\frac {2^{2z+1}}{\pi }}\int _{0}^{\infty }{\frac {1}{(x^{2}+1)^{z+1}}}dx.}

## Serier av inversa centrala binomialkoefficienter
I allmänhet är
{\displaystyle S(k)\equiv 2\sum _{n=1}^{\infty }{\frac {1}{n^{k}A_{n}}}={\,_{k+1}F_{k}}\left({\begin{matrix}\\\underbrace {1,\ldots ,1;} \\k+1\end{matrix}}\;\;{\frac {3}{2}},\;\;{\begin{matrix}\\\underbrace {2,\ldots ,2;} \\k-1\end{matrix}}\;\;{\frac {1}{4}}\right)}
där pFq betecknar en hypergeometrisk funktion. Som specialfall gäller exempelvis
{\displaystyle S(0)={\frac {2\pi {\sqrt {3}}+9}{27}}}
{\displaystyle S(1)={\frac {\pi {\sqrt {3}}}{9}}}
{\displaystyle S(2)={\frac {\zeta (2)}{3}}={\frac {\pi ^{2}}{18}}}
{\displaystyle S(3)={\frac {\pi {\sqrt {3}}\left(\psi _{1}(1/3)-\psi _{1}(2/3)\right)}{18}}-{\frac {4\zeta (3)}{3}}}
{\displaystyle S(4)={\frac {17}{3240}}\pi ^{4}}
{\displaystyle S(5)={\frac {1}{432}}\pi {\sqrt {3}}\left(\psi _{3}({\tfrac {1}{3}})-\psi _{3}({\tfrac {2}{3}})\right)-{\frac {19}{3}}\zeta (5)+{\frac {1}{9}}\zeta (3)\pi ^{2}}

där ζ betecknar Riemanns zetafunktion och ψn betecknar polygammafunktionen. Fler sådana summor ges av Weisstein.
En analogisk serie är
{\displaystyle \sum _{n=1}^{\infty }{\frac {(-1)^{n}}{n^{k}{\binom {2n}{n}}}}={\frac {1}{2}}\,\cdot \,{}_{k+1}F_{k}\left(\underbrace {1,\ldots ,1} _{k+1};{\tfrac {3}{2}},\underbrace {2,\ldots ,2} _{k-1};{\tfrac {-1}{4}}\right).}
Några specialfall av den är
{\displaystyle {\begin{aligned}\sum _{n=1}^{\infty }{\frac {(-1)^{n}}{\binom {2n}{n}}}&={\frac {1}{25}}\left(5+4{\sqrt {5}}\cdot \mathrm {arccsch} (2)\right)&=&\,0{,}37216357638560161555577\ldots \\\sum _{n=1}^{\infty }{\frac {(-1)^{n}}{n{\binom {2n}{n}}}}&={\frac {2}{5}}{\sqrt {5}}\cdot \mathrm {arccsch} (2)&=&\;0{,}430408940964\ldots \\\sum _{n=1}^{\infty }{\frac {(-1)^{n}}{n^{2}{\binom {2n}{n}}}}&=2\left(\mathrm {arccsch} (2)\right)^{2}&=&\;0{,}463129641154\ldots \\\sum _{n=1}^{\infty }{\frac {(-1)^{n}}{n^{3}{\binom {2n}{n}}}}&={\frac {2}{5}}\zeta (39)&=&\;0{,}48082276126\ldots \end{aligned}}}.